# Eilean Bàn
Eilean Bàn, toponyme gaélique écossais signifiant en anglais White Island, littéralement en français « Île Blanche », est une île du Royaume-Uni située en Écosse, plus précisément entre l'île de Skye et la Grande-Bretagne. Cette île fait partie du Highland et des Hébrides intérieures. Elle possède une superficie de 2,4 hectares.
Eilean Bàn appartient au gouvernement écossais mais depuis, elle est occupée par le Eilean Bàn Trust qui en a fait un sanctuaire pour la vie sauvage. Il s'y trouve une population de loutres d'Europe qui a notamment inspiré l'auteur et la naturaliste Gavin Maxwell.
Le phare qui a été construit sur Eilean Bàn fut bâti selon les plans des ingénieurs David et Thomas Stevenson. Le pont de Skye traverse l'île dans sa longueur en y faisant un coude.
Eilean Bàn du Lochalsh n'est pas à confondre avec les Eilean Bàn du Loch Katrine et du Loch Morar.